# Tapeinosperma scrobiculatum
Tapeinosperma scrobiculatum är en viveväxtart som först beskrevs av Berthold Carl Seemann, och fick sitt nu gällande namn av Carl Christian Mez. Tapeinosperma scrobiculatum ingår i släktet Tapeinosperma och familjen viveväxter. Inga underarter finns listade i Catalogue of Life.